# Alexis Duarte
Alexis David Duarte Pereira (* 12. März 2000 in Itauguá) ist ein paraguayischer Fußballspieler.

## Karriere

### Verein
Duarte begann seine Karriere beim Club Cerro Porteño. Im April 2019 gab er sein Debüt für die Profis von Cerro in der Primera División. Dies blieb zugleich sein einziger Einsatz in der Saison 2019. In der Saison 2020 gehörte er dann fest zum Profikader und absolvierte 25 Partien, mit Cerro Porteño wurde er Meister der Apertura. In der Saison 2021 spielte er 28 Mal in der höchsten paraguayischen Spielklasse, diesmal holte er mit dem Klub die Clausura. In der Spielzeit 2022 kam der Innenverteidiger zu 38 Einsätzen. Im Januar 2023 wechselte Duarte nach Russland zu Spartak Moskau und absolvierte dort bisher 43 Pflichtspiele.

### Nationalmannschaft
Duarte nahm 2017 mit der paraguayischen U-17-Auswahl an der Südamerikameisterschaft teil. Mit Paraguay wurde er Dritter, während dem Turnier absolvierte er zwei Spiele. Durch diese Platzierung qualifizierte sich das Team auch für die WM im selben Jahr, für die Duarte ebenfalls einberufen wurde. Er führte Paraguay in allen vier Spielen als Kapitän auf den Platz, die Südamerikaner schieden im Achtelfinale aus. Mit der U-20-Mannschaft nahm er 2019 auch an der Südamerikameisterschaft teil, bei der aber bereits in der Vorrunde Endstation war, Duarte machte alle vier Spiele in dieser.

## Erfolge
- Paraguayischer Meister: 2020 (Apertura), 2021 (Clausura)